# Maria Rendin
Maria Rendin (ur. 28 lipca 1982) – szwedzka lekkoatletka specjalizująca się w skoku o tyczce.

## Osiągnięcia
- brązowa medalistka Europejskiego Festiwalu Młodzieży (Esbjerg 1999)[1]
- wielokrotna reprezentantka i rekordzistka kraju
- medalistka mistrzostw Szwecji

## Rekordy życiowe
- skok o tyczce (stadion) – 4,35 (2007)
- skok o tyczce (hala) – 4,20 (2007)